# Fissidens ventanae
Fissidens ventanae är en bladmossart som beskrevs av C. Müller 1897. Fissidens ventanae ingår i släktet fickmossor, och familjen Fissidentaceae. Inga underarter finns listade i Catalogue of Life.